# Patrick Klöpper
Patrick Klöpper (* 12. März 1994 in Duisburg) ist ein deutscher Eishockeyspieler, der seit 2021 bei den Hannover Scorpions in der Eishockey-Oberliga unter Vertrag steht.

## Karriere
Patrick Klöpper begann seine Karriere als Eishockeyspieler in der Nachwuchsabteilung des Krefelder EV, für den er unter anderem von 2007 bis 2009 in der Schüler-Bundesliga aktiv war. Seither tritt er für dessen Juniorenmannschaft in der Deutschen Nachwuchsliga an. In der Saison 2011/12 lief er zudem erstmals im Seniorenbereich für die zweite Mannschaft der Krefelder in der drittklassigen Eishockey-Oberliga auf. Zur Saison 2012/13 gab der Center sein Debüt für die Profimannschaft der Krefeld Pinguine in der Deutschen Eishockey Liga.
In den Spielzeiten 2014/15 sowie 2015/16 war er im Trikot von REV Bremerhaven in der DEL2 aktiv und kehrte zur Saison 2016/17 nach Krefeld zurück. Er kam jedoch in der Folge ausschließlich beim EV Duisburg aus der Eishockey-Oberliga zum Einsatz und wechselte im Oktober des gleichen Jahres fest dorthin.
In der Saison 2017/18 spielte er für die Kassel Huskies in der DEL2, anschließend für etwa 1,5 Jahre beim ETC Crimmitschau, ebenfalls in der DEL2. Im November 2019 kehrte er zu den Huskies zurück und absolvierte bis zum Abbruch der Saison noch 19 Spiele für die Huskies. Im August 2020 kehrte er zu seinem Heimatverein nach Krefeld zurück.

### International
Für Deutschland nahm Klöpper an der U18-Junioren-Weltmeisterschaft 2012 teil.